# Кислячиха (Ивановская область)
Кислячиха — деревня в Кинешемском районе Ивановской области России. Входит в состав Батмановского сельского поселения.

## География
Деревня расположена в северо-восточной части Ивановской области, в зоне хвойно-широколиственных лесов, в пределах северо-восточной части Среднерусской возвышенности, при автодороге 24Н-301, на расстоянии примерно 22 километров (по прямой) к юго-востоку от города Кинешмы, административного центра района. Абсолютная высота — 130 метров над уровнем моря.

### Климат
Климат характеризуется как умеренно континентальный, с холодной многоснежной зимой и умеренно жарким влажным летом. Среднегодовая температура воздуха — 3,1 °C. Средняя температура воздуха самого холодного месяца (января) — −11,7 °C (абсолютный минимум — −45 °C), средняя температура самого тёплого (июля) — 18,2 °С (абсолютный максимум — 38 °C). Период с температурой воздуха выше 10 °C длится около 122 дней. Годовое количество атмосферных осадков — 595 мм, из которых 402 мм выпадает в период с апреля по октябрь.

### Часовой пояс
Деревня Кислячиха, как и вся Ивановская область, находится в часовой зоне МСК (московское время). Смещение применяемого времени относительно UTC составляет +3:00.

## История

### Происхождение названия
Существует версия, что название деревни «Кислячиха» связано с процессом производства валенок. Одной из основных технологических операций являлась валка — стирка заготовки в горячей воде, для ускорения которой в кустарных условиях часто применялся раствор кислоты. Это сопровождалось испарениями с характерным кислым запахом. Поскольку до появления фабричного производства валянием занимались многие жители, от изб мог распространяться запах «кислятины».

### Валяльный промысел и фабрика Носковых
До революции 1917 года Кинешемский уезд (в частности, Никитская и Шевалдовская волости) являлся вторым по значимости регионом валяльного промысла в России после Семёновского уезда Нижегородской губернии, считающегося родиной русских валенок. В этих двух волостях Кинешемского уезда валяльным промыслом занималось около 5,5 тысячи человек (при общем населении волостей около 20 тысяч), существовало до 100 валяльных заводов.
Ключевую роль в экономической жизни Кислячихи играла сапоговаляльная фабрика, основанная в 1889 году Иваном Яковлевичем Носковым, который считается родоначальником династии. По данным на 1910 год, фабрика Носкова в Кислячихе произвела продукции на 93 тысячи рублей (около 60 тысяч пар валенок), что делало её самым крупным валяльным заводом в Костромской губернии. В том же году 24 наиболее крупных сапоговаляльных завода Кинешемского уезда произвели около 400 тысяч пар валенок на общую сумму 640 тысяч рублей (для сравнения, в 1900 году всеми валяльными заводами России было произведено 1,4 млн пар валенок на сумму 2,1 млн рублей). Утверждается, что фабрика в Кислячихе была третьей по величине в Российской империи после предприятий в Казани (Кукмор) и Ярославле (Данное утверждение, несмотря на упоминание в нескольких источниках, требует подтверждения авторитетными вторичными источниками). Предполагается, что основное здание фабрики было выстроено в 1909 году (дата «1807» на одном из зданий, по мнению краеведов, является более поздней фальсификацией); до этого производство могло осуществляться кустарным способом.
Отец владельца фабрики, Яков Степанович Носков, прожил более 97 лет. Существует предположение, что он мог быть основателем валяльного дела Носковых, а сама фамилия связана с первоначальным промыслом семьи — вязанием шерстяных носков и варежек, которыми также был известен край. Некрополь семьи Носковых сохранился на кладбище при бывшей единоверческой Новопокровской церкви в районе деревни Вахутки (близ современного города Наволоки). Значительный рост доходов семьи Носковых пришелся на годы Первой мировой войны, когда их фабрика получила крупные государственные заказы на поставку обуви для армии, что сделало И. Я. Носкова миллионером. В этот период предприятие было известно как «Торговый дом Ивана Носкова с Сыновьями».

### Советский период и современность
После Октябрьской революции 1917 года имущество семьи Носковых было национализировано. Судьба династии Носковых сложилась трагически: Иван Яковлевич Носков и его сыновья были репрессированы. По другим данным, сыновья были репрессированы, а сам И. Я. Носков, по одним сведениям, стал психически больным или таковым притворился; по рассказам местных жителей, его заставили работать на бывшей собственной фабрике на самой низкой должности, где он впоследствии и помутился рассудком. Существует также местная легенда, что Иван Носков, предвидя революционные события, обменял свои бумажные активы на два сундука драгоценностей и спрятал их на территории усадьбы; эти сокровища, по преданиям, ищут до сих пор.
В национализированных зданиях бывшей усадьбы и фабрики в разное время размещались школа, больница, детский дом (в частности, в каменном особняке в годы Великой Отечественной войны (до 1954 года) находился детский дом для детей, эвакуированных из блокадного Ленинграда). Со временем многие исторические постройки пришли в упадок.
Сапоговаляльное производство в Кислячихе продолжало функционировать и в советский период. В 1927 году в Кинешемском уезде (включая кустарей и мелкие заводы) было произведено около 700 тысяч пар валенок (в целом по СССР в том же году — 6 млн пар, из них 1,5 млн на заводах). В 1961 году на базе трех местных производств было создано Кислячихинское сапоговаляльное объединение местной промышленности Ивановской области. В 1970-е годы на предприятии работало свыше 200 рабочих и около 30 человек инженерно-технического персонала и мастеров. В деревне в то время действовали школа, библиотека и клуб.
В постсоветский период фабрика претерпела ряд реорганизаций: в 1991 году на её базе был открыт кооператив; в 2004 году — ООО «Русские валенки»; в 2010 году — ООО «Ивановопромшерсть», обеспечивавшее около 20 рабочих мест. Впоследствии производственная деятельность, по всей видимости, была прекращена.

## Население
В 1907 году в Кислячихе насчитывалось 35 дворов и проживало 140 жителей.
| 2010 |
| ---- |
| 23   |

### Национальный состав
Согласно результатам переписи 2002 года, в национальной структуре населения русские составляли 100 % от 57 жителей.

## Архитектурное наследие и современное использование
Исторический комплекс усадьбы и фабрики Носковых включает несколько зданий, которые, по данным на 2019 год, не были включены в «Свод памятников архитектуры и монументального искусства России» по Ивановской области. К XXI веку многие из них пришли в полуразрушенное состояние.
- Главный усадебный дом Носковых: деревянный сруб на каменном цокольном этаже, с богатой резьбой на наличниках[6].
- Каменный двухэтажный особняк: предположительно, для сыновей И. Я. Носкова[6].
- Производственные и складские корпуса фабрики: кирпичные сооружения в «русском стиле»[6]. Дата «1807» на одном из зданий считается ошибочной, более вероятной датой постройки называют 1909 год[7].

Единственным восстановленным зданием является бывшее заводоуправление фабрики. Оно входит в комплекс парка животных «Добрый» (также упоминаемого как «Усадьба Носкова. Парк животных»), который функционирует на части бывшей усадебной и фабричной территории. Парк представляет собой контактный зоопарк, ориентированный преимущественно на посетителей с детьми, где содержатся сельскохозяйственные животные (козы, свиньи, страусы, гуси, утки) и другие виды (нутрии, верблюды, северные олени, еноты, яки). В здании бывшего заводоуправления расположены ресторан и мини-гостиница. По данным на 2019—2020-е годы, доступ к остальным историческим усадебным домам был ограничен, а сами они находились в заброшенном состоянии.